# Igor Poetin
Igor Aleksandrovitsj Poetin (Russisch: Игорь Александрович Путин) (Rjazan, 30 maart 1953) is een Russisch politicus en lid van de partij Rechtvaardig Rusland. Hij is een neef van president Vladimir Poetin.
Poetin studeerde in 1974 af als werktuigbouwkundig ingenieur in Rjazan. Tussen 1974 en 1998 werkte hij in het Russische leger en nam daarop ontslag met de rang van luitenant-kolonel. Hierop werkte hij voor de afdeling vrachtwagenopleiding van
de militaire logististie academie en transport in Volsk (oblast Saratov). Vanaf 1998 werkte hij voor de oblastcommissie van Rjazan voor statistiek.
In 2000 studeerde hij af aan de Wolgo-Vjatkaanse Academie voor de Ambtenarij en in 2003 aan het Instituut van Moskou voor Economie en Rechten met de specialiteiten 'tractoringenieur' en 'jurist'. Vanaf 2000 had hij de leiding over de licentiekamer (Лицензионная палата) van de oblast Rjazan en sinds mei 2005 heeft hij zitting in de raad van bestuur van de Reservoirfabriek van Samara en vervolgens in december van de holding Wolgaboermasj, waar deze fabriek deel van uitmaakt.
Nadat hij aanvankelijk lid was van de partij Verenigd Rusland, stapte hij in oktober 2006 over naar de Partij van het Leven, die kort daarop fuseerde tot Rechtvaardig Rusland (waarbinnen het een leidende rol heeft), dat een blok wil vormen tegen Verenigd Rusland.